# Дазия
Дазия (Dasya) са род червени водорасли от семейство Дазиеви (Dasyaceae). Те са около 50 вида, разпространени по южното атлантическо крайбрежие на Европа, в Черно море и Средиземно море. Най-много са видовете от Dasya pedicellata, намиращи се най-много във водите на Индийския океан. Тези водорасли имат храстовидна форма и не са по-дълги от 6 cm.